# Засоби гігієни
Засоби особистої гігієни — речовини чи предмети, які наносять на поверхню тіла людини, зокрема на шкіру, її похідні (нігті, волосся) та слизові оболонки, з метою очищення, захисту, зміни запаху тіла. Комерційні продукти на основі цих речовин або предметів можуть бути призначені для більшості людей, а деякі — лише для певних груп, як-то дітей, жінок, дітей, чоловіків, людей з певними захворюваннями.

## Класифікація
Засоби особистої гігієни можна класифікувати за різними критеріями. 
За матеріалом чи типом діючої речовини:
- Ватно-гігієнічна продукція (ватна паличка, ватний диск, ватна кулька);
- Паперова продукція (туалетний папір, паперова серветка, волога серветка);
- Мийні засоби (мило, шампуні, гелі для душу)
- Засоби для нейтралізації запахів (дезодоранти, ополіскувачі для рота, жувальна гумка)
- Спиртовмісні засоби (парфуми, антисептики)

За органами та системами тіла людини, за якими здійснюється догляд:
- Засоби догляду за порожниною рота (зубна паста, зубна щітка, зубна нитка, зубний порошок, зубний еліксир, жувальна гумка, зубочистка);
- Засоби догляду за шкірою (мило, гель для душу, мачулка, гель для гоління, дезодорант, крем для шкіри)
  - Засоби догляду за шкірою обличчя (гігієнічна помада, крем для обличчя)
- Засоби догляду за волоссям (шампуні, маски для волосся, гребінці)
- Засоби інтимної гігієни (туалетний папір, вологі серветки, гігієнічні прокладки, тампони, менструальні чаші)

За групою людей, для яких вони призначені:
- Засоби жіночої, зокрема, менструальної, гігієни (гігієнічна прокладка, менструальні та щоденні прокладки, менструальна чаша, менструальна білизна, гель, піна чи лосьйон для гоління);
- Засоби гігієни для дітей (підгузок для дітей, дитяча присипка, дитяче мило, шампуні);
- Засоби гігієни для чоловіків (гель для гоління, лосьйон після гоління)
- Засоби гігієни для госпіталізованих пацієнтів (урологічні прокладки тощо)

## Подразливі та отруйні речовини в складі засобів особистої гігієни
Попри загальну спрямованість засобів особистої гігієни на захист організму людини від інфекцій та небезпечних речовин, самі гігієнічні продукти можуть містити речовини, що можуть бути небезпечними для організму при використанні у великих кількостях. До таких речовин відносять фталати, лауретсульфат натрію, триклозан, формальдегід, 1,4-діоксан, четвертинні сполуки амонію, бензилацетат.

## Виробники
Кілька прикладів компаній, що виробляють засоби гігієни:
- Colgate-Palmolive
- Henkel
- Johnson & Johnson
- Kimberly-Clark
- L'Oréal
- Procter & Gamble
- Revlon
- Unilever